# Pingsheim
Pingsheim is een plaats in de Duitse gemeente Nörvenich, deelstaat Noordrijn-Westfalen, en telt 667 inwoners (31 december 2019).
Het dorp ligt bijna 4 km ten oosten van de plaats Nörvenich, aan een weg, die na 4 km oostwaarts te Lechenich, gemeente Erftstadt uitkomt.

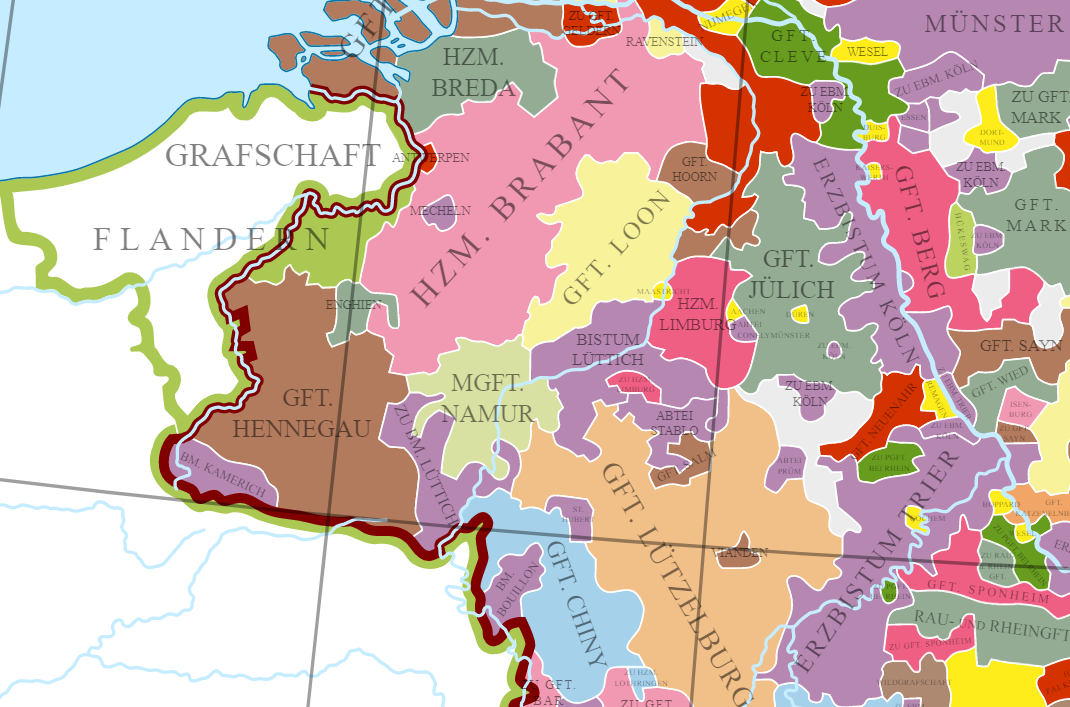
Territoriale versnippering anno 1250.

Nörvenich lag in het grensgebied van het Hertogdom Gulik en het Keurvorstendom Keulen. In 1279 werd een van de vele grens- en heerschappijconflicten tussen deze staten beslecht door middel van een namens Keulen door Siegfried van Westerburg ondertekend vredesakkoord, dat als Vrede van Pingsheim de Duitse geschiedenis is ingegaan.
Het in de 21e eeuw toegekende dorpswapen van Pingsheim, waar de grens midden doorheen liep, herinnert aan dit feit. Voor de beschouwer linksonder in het veld van het wapen staat de Gulikse leeuw, rechtsonder het zwart-witte kruis van de aartsbisschoppen van Keulen.
De streek, waarin Pingsheim ligt, de Zülpicher Börde, is een vrijwel boomloze, door aardappel- en suikerbietenakkers ingenomen vlakte. Maar de meeste boerderijen in het dorp zijn verbouwd tot, door mensen met een werkkring in Keulen of Düren bewoonde, woonboerderijen. Enkele boeren zijn echter overgestapt op de teelt van aardbeien, waarvoor regelmatig Oost-Europese arbeidsmigranten naar het dorp komen, om de vruchten te oogsten.
Bezienswaardig is de, reeds in 1022 en bij de berichtgeving over het vredesverdrag van 1279 vermelde, Sint-Maartenskerk. In 1912 had de kerk wegens bouwvalligheid gesloopt zullen worden. Doordat de kerk toen reeds onder monumentenzorg werd geplaatst, volgde, in plaats van afbraak, een grondige renovatie en uitbreiding.

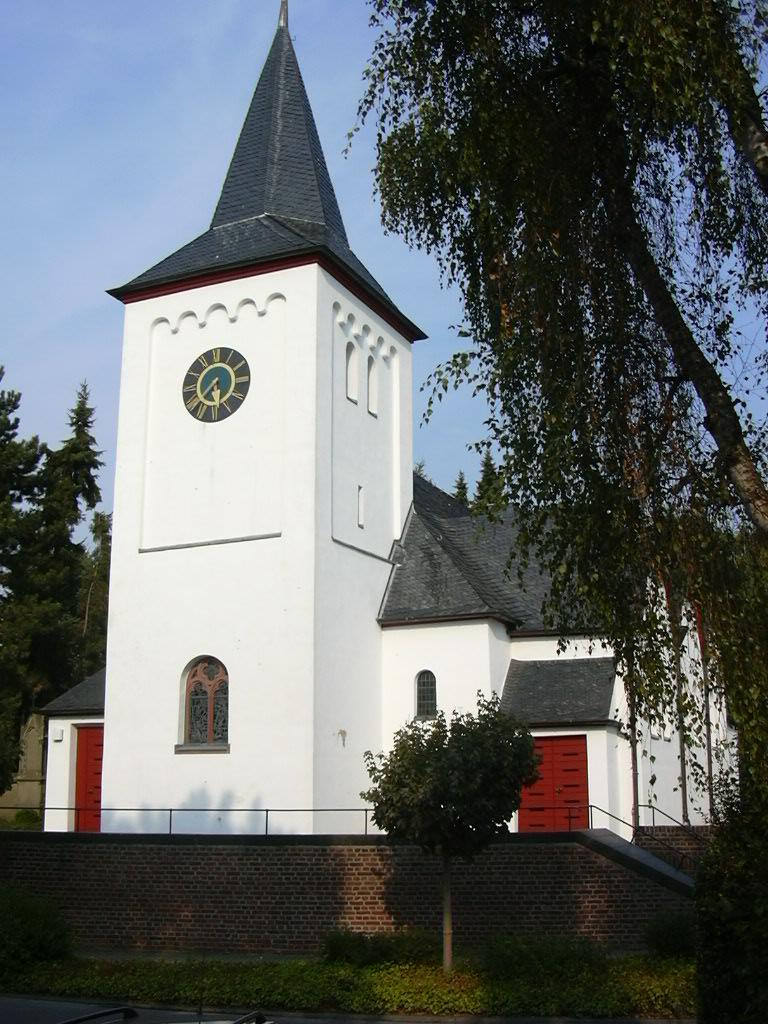
St. Maartenskerk, Pingheim
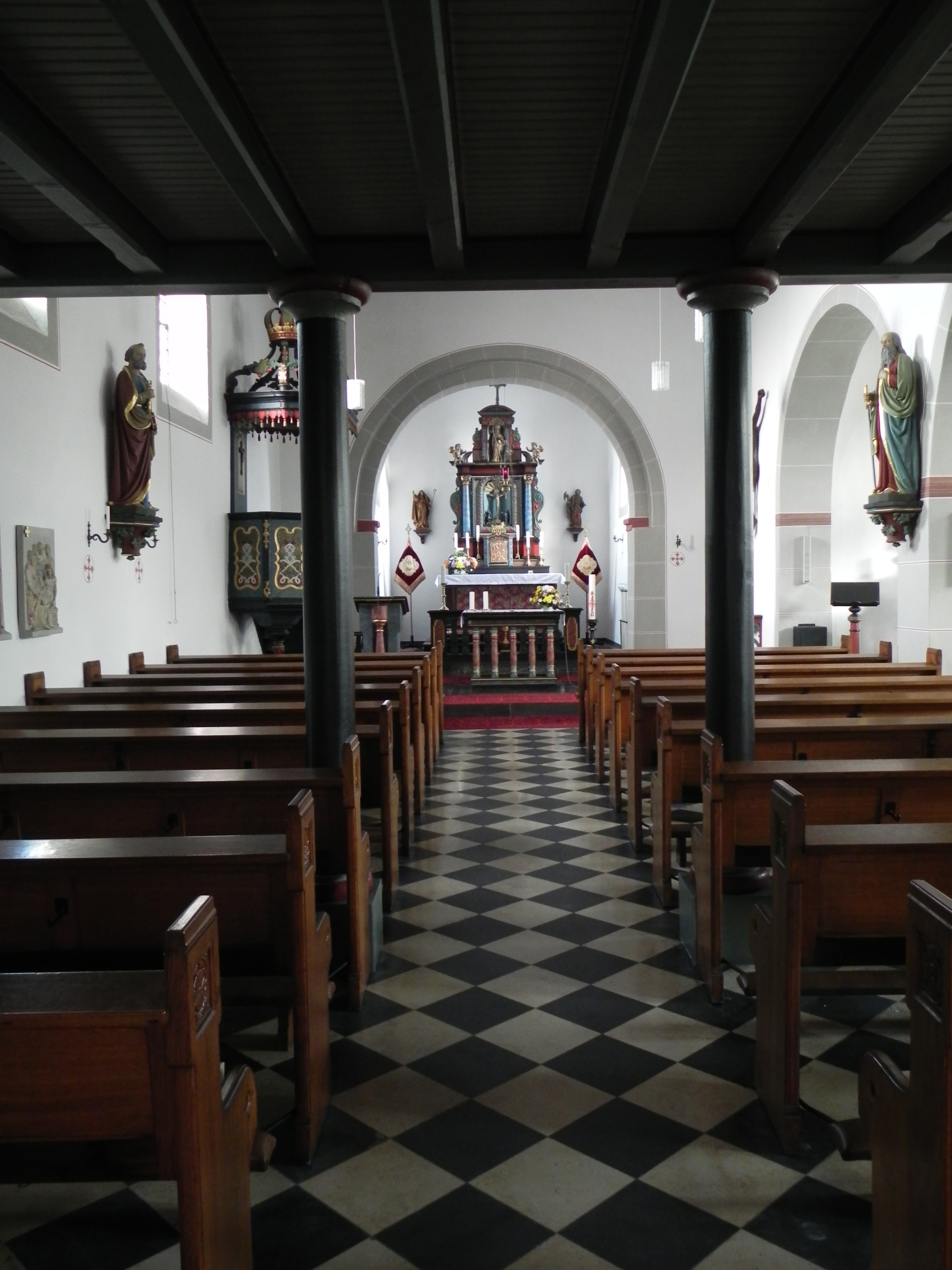
Interieur van deze kerk
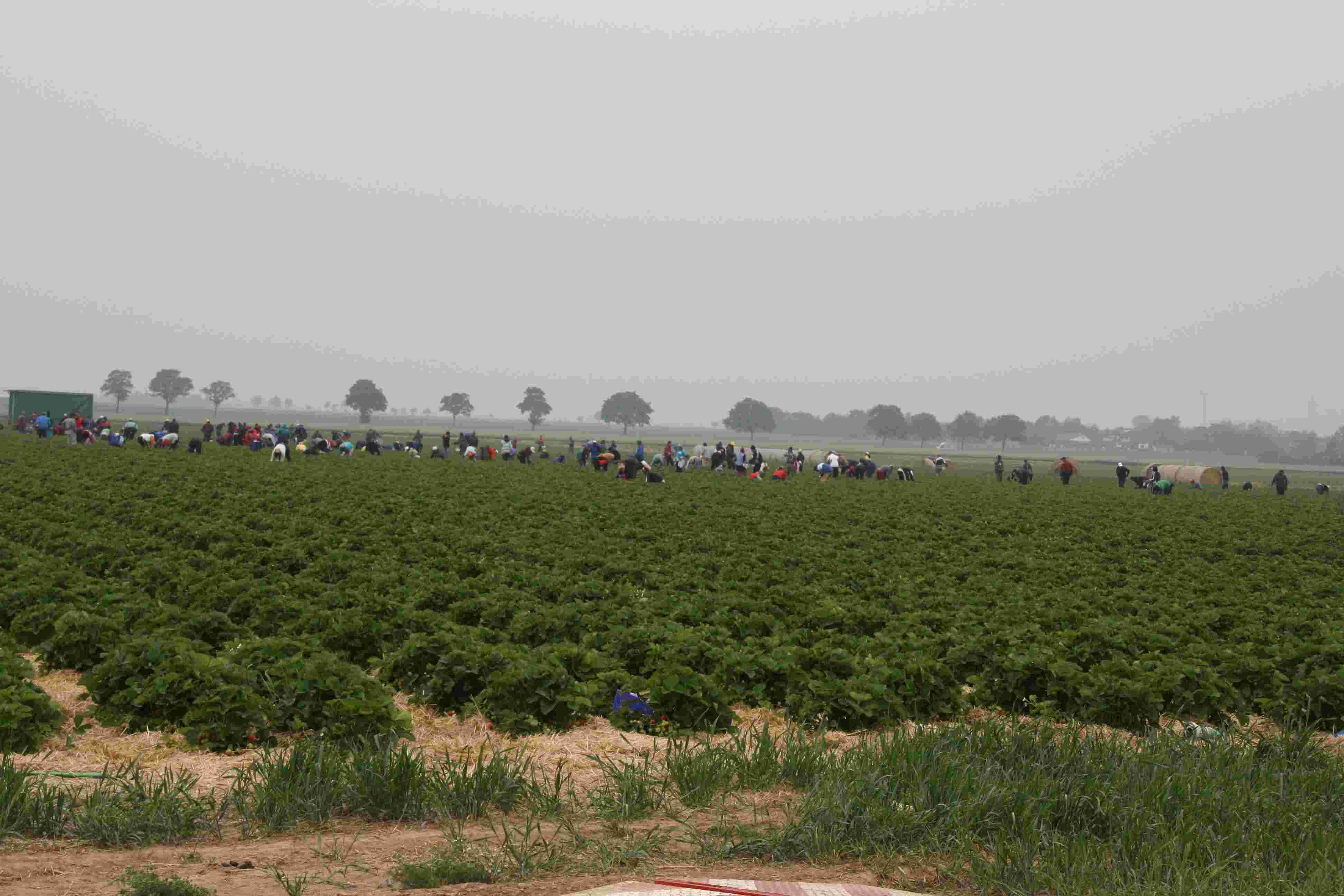
Aardbeienoogst